# Jurij Muchin

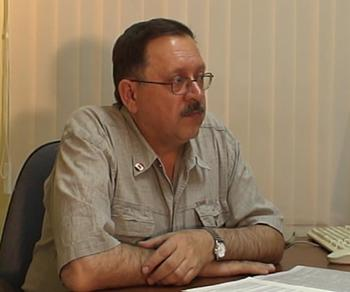
Jurij Muchin

Jurij Muchin (engelsk stavning: Yuri Mukhin, rysk stavning: Юрий Игнатьевич Мухин), född 22 mars 1949 i Dnepropetrovsk, Ukrainska SSR, Sovjetunionen, är en rysk oppositionspolitiker och publicist. Han är författare till flera omtalade böcker i vilka han hävdar alternativa och kontroversiella teorier för bland annat månlandningarna, Stalins och Berijas död, Gulaglägrens betydelse, Katynmassakern, förintelsen och 11 september-attackerna. Trots att många av hans uttalanden kan tolkas som prostalinistiska är Muchin inte en stalinist (hans far var en uttalad antistalinist och offer för Stalins repressalier). Andra inslag i Muchins böcker kan tolkas som antisemitiska och nationalistiska. Muchin har aldrig varit medlem i det sovjetiska kommunistpartiet och kallar sig numera ukrainare.
Han har publicerat ett antal böcker, varav en om massmorden i Katyń (Katynskij detektiv) som cirkulerades i det ryska parlamentet, Duman, orsakade protester från polska parlamentariker
I mars 2010 undertecknade han ryska oppositionens upprop till folket Putin måste avgå.  